# The Dream Walker
The Dream Walker je album rock zasedbe Angels and Airwaves. Izšel je 2014 pri založbi To the Stars.

## Seznam skladb
1. "Teenagers & Rituals" - 3:53
2. "Paralyzed" - 4:09
3. "The Wolfpack" - 3:53
4. "Tunnels" - 4:10
5. "Kiss with a Spell" - 4:36
6. "Mercenaries" - 4:37
7. "Bullets in the Wind" - 4:03
8. "The Disease" - 3:57
9. "Tremors" - 3:55
10. "Anomaly" - 2:52